# 沙布納姆·納西米
沙布納姆·納西米（波斯語：‎，羅馬化：Shabnam Nasimi，1991年2月16日—）是一名阿富汗裔英國社會活動家和政治評論家。她是阿富汗保守派之友的執行主任，該組織的存在是為了促進英國對阿富汗的理解和支持。

## 早期生活和教育
納西米的家人在1999年逃離塔利班政權後，從阿富汗移民至英國。她的父親諾拉哈克·納西米在蘇聯獲得法學博士學位，母親馬布巴（Mahboba）完成了她的法學碩士課程，因此納西米的雙親非常重視女兒的教育。
納西米在聖薩維奧和聖奧萊夫英國教會學校學學習製至18歲，完成了她的中等及高級程度教育。她就讀於開放大學，獲得法律學位。隨後她在倫敦大學伯貝克學院完成全球治理和國際安全的碩士課程。

## 職業生涯
2019年，納西米成立了阿富汗保守派之友組織。
她曾為《泰晤士報》、《前景》雜誌、網站Quillette、自由市場保守派以及博客ConservativeHome撰寫文章。納西米曾作為政治評論員出現在新聞之夜、BBC新聞、ITV新聞、第四台新聞和第五台新聞以及其他國際媒體上，對英國政治、外交政策、移民和社會融合、英國的少數民族社區和性別平等進行評論和分析。

## 榮譽
2019年，納西米被提名並入圍該年的BBC巾幗百名。

## 政治觀點和活動
納西米曾表示其贊成英國退出歐盟，並表示她投票支持英國脫歐。
納西米在2019年保守黨黨魁選舉中支持鲍里斯·約翰遜。